# PSA ASIA Snowboard Pro Tour
PSA ASIA Snowboard Pro Tourは、プロスノーボーダーズ アソシエイション アジアが公認するスノーボードプロ競技会のツアーである。

## 概要
JSBAプロサーキットを前身とし、ISFワールドプロツアーを経て、ISF解散後の2002-2003年シーズンからはPSA ASIAが国内ツアーに関してはそのまま引き継いでいる。
競技会は大きく3カテゴリーに分けられている。通常開催されるCrown Event (CRE)は、賞金金額によってクラウン数が増え、選手の順位によって付与されるポイントも多くなる。このポイントによってシーズンのツアーランキングが決定される。そのほか、ポイントの付与はないが、正式種目になっていない種目をエキシビションとして開催する目的のAsia Open Event (AOE)、選ばれた一部の選手しか出場できないInvitational Event (INV)がある。また、これらのどれにも属さない競技会をスペシャルイベントやエキシビションイベントとして開催することもある。

## 開催種目
- デュアルスラローム（DU）
- ジャイアントスラローム（GS）
- パラレルジャイアントスラローム（PGS）
- スノーボードクロス（SX）
- ハーフパイプ（HP）
- スロープスタイル（SS）

### 過去の開催種目
- スラローム（SL）
- バンクドスラローム

## タイアップ
- 2009-2010 BOOM BOOM SATELLITES
- 2011-2012 E-girls（イー・ガールズ）
- 2012-2013 Juliet